# نیمف (آلاباما)
نیمف (به انگلیسی: Nymph) یک منطقهٔ مسکونی در ایالات متحده آمریکا است که در آلاباما واقع شده‌است. نیمف ۹۶٫۹۳ متر بالاتر از سطح دریا قرار دارد.